# Over (Tewkesbury)
Over – wieś w Anglii, w hrabstwie ceremonialnym Gloucestershire, w dystrykcie Tewkesbury. Leży 52 km na północny wschód od miasta Bristol i 154 km na zachód od Londynu.